# Geville
Geville és un municipi francès situat al departament del Mosa i a la regió del Gran Est. L'any 2007 tenia 574 habitants.

## Demografia

### Població
El 2007 la població de fet de Geville era de 574 persones. Hi havia 225 famílies, de les quals 55 eren unipersonals (8 homes vivint sols i 47 dones vivint soles), 79 parelles sense fills, 79 parelles amb fills i 12 famílies monoparentals amb fills.
La població ha evolucionat segons el següent gràfic:
Habitants censats

### Habitatges
El 2007 hi havia 278 habitatges, 224 eren l'habitatge principal de la família, 38 eren segones residències i 17 estaven desocupats. 249 eren cases i 27 eren apartaments. Dels 224 habitatges principals, 177 estaven ocupats pels seus propietaris, 43 estaven llogats i ocupats pels llogaters i 4 estaven cedits a títol gratuït; 7 tenien dues cambres, 27 en tenien tres, 53 en tenien quatre i 137 en tenien cinc o més. 184 habitatges disposaven pel capbaix d'una plaça de pàrquing. A 91 habitatges hi havia un automòbil i a 108 n'hi havia dos o més.

### Piràmide de població
La piràmide de població per edats i sexe el 2009 era:
| Homes | Edats   | Dones |
| ----- | ------- | ----- |
| 0     | 95 o +  | 0     |
| 4     | 90 a 94 | 4     |
| 4     | 85 a 89 | 4     |
| 0     | 80 a 84 | 4     |
| 36    | 75 a 79 | 16    |
| 8     | 70 a 74 | 16    |
| 16    | 65 a 69 | 12    |
| 12    | 60 a 64 | 12    |
| 4     | 55 a 59 | 4     |
| 8     | 50 a 54 | 8     |
| 28    | 45 a 49 | 8     |
| 12    | 40 a 44 | 16    |
| 20    | 35 a 39 | 16    |
| 20    | 30 a 34 | 24    |
| 12    | 25 a 29 | 24    |
| 8     | 20 a 24 | 0     |
| 8     | 15 a 19 | 4     |
| 8     | 10 a 14 | 24    |
| 12    | 5 a 9   | 24    |
| 24    | 0 a 4   | 12    |

## Economia
El 2007 la població en edat de treballar era de 349 persones, 255 eren actives i 94 eren inactives. De les 255 persones actives 235 estaven ocupades (131 homes i 104 dones) i 21 estaven aturades (8 homes i 13 dones). De les 94 persones inactives 38 estaven jubilades, 28 estaven estudiant i 28 estaven classificades com a «altres inactius».

### Ingressos
El 2009 a Geville hi havia 229 unitats fiscals que integraven 622 persones, la mediana anual d'ingressos fiscals per persona era de 15.986 €.

### Activitats econòmiques
Dels 14 establiments que hi havia el 2007, 1 era d'una empresa extractiva, 7 d'empreses de construcció, 3 d'empreses de comerç i reparació d'automòbils, 1 d'una empresa de transport, 1 d'una empresa immobiliària i 1 d'una empresa classificada com a «altres activitats de serveis».
Dels 6 establiments de servei als particulars que hi havia el 2009, 1 era un taller de reparació d'automòbils i de material agrícola, 2 paletes, 1 guixaire pintor, 1 lampisteria i 1 electricista.
L'any 2000 a Geville hi havia 16 explotacions agrícoles que ocupaven un total de 1.233 hectàrees.

## Equipaments sanitaris i escolars
El 2009 hi havia una escola elemental integrada dins d'un grup escolar amb les comunes properes formant una escola dispersa.

## Poblacions més properes
El següent diagrama mostra les poblacions més properes.